# (34815) 2001 SQ113
2001 SQ113 (asteroide 34815) é um asteroide da cintura principal. Possui uma excentricidade de 0.08730570 e uma inclinação de 5.08777º.
Este asteroide foi descoberto no dia 20 de setembro de 2001 por William Kwong Yu Yeung em Desert Eagle.